# Хиос (сеньория)
Сеньория Хиос (итал. La signoria di Chio, греч. Ηγεμονία της Χίου) — недолговечное островное генуэзское государство, находившееся в Эгейском море, которым управляла династия Дзаккариа. Столицей государства являлся город Хиос, расположенный на одноимённом острове в архипелаге Восточные Спорады. Остров был захвачен у Византии генуэзским сеньором Бенедетто I Дзаккарией в 1304 году. После этого власть итальянцев распространилась на острова Самос и Кос.
Сеньория Хиос являлась вассалом Византийской империи, но фактически Дзаккарии управляли островом как независимые правители. Государство просуществовало до 1329 года, когда при поддержке местного греческого населения Византийской империи удалось восстановить власть в регионе.

## История

### Образование сеньории
В конце XIII — начале XIV века при Византийском дворе приобрела большое влияние генуэзская династия Дзаккариа. Так, император Михаил VIII Палеолог отдал замуж свою сестру за адмирала Бенедетто I Дзаккария. В свою очередь, его брат Эммануил Дзаккариа получил во владение прибрежный город в Малой Азии Фокею. Эммануил преобразовал свои владения в автономную сеньорию и организовал торговлю квасцами. После смерти Эммануила сеньором Фокеи стал Бенедетто I.
С приходом к власти византийского императора Андроника II Палеолога ромейский военно-морской флот ослаб и пришёл в упадок. Турецкие пираты стали часто беспокоить византийские владения в Эгейском море. Так, в 1302—1303 годах остров Хиос подвергся их нападению. В 1304 году Бенедетто I захватил Хиос, а также острова Самос и Кос, и основал на новой подконтрольной территории островную сеньорию.

### Внутреннее и внешнее развитие Хиоской сеньории

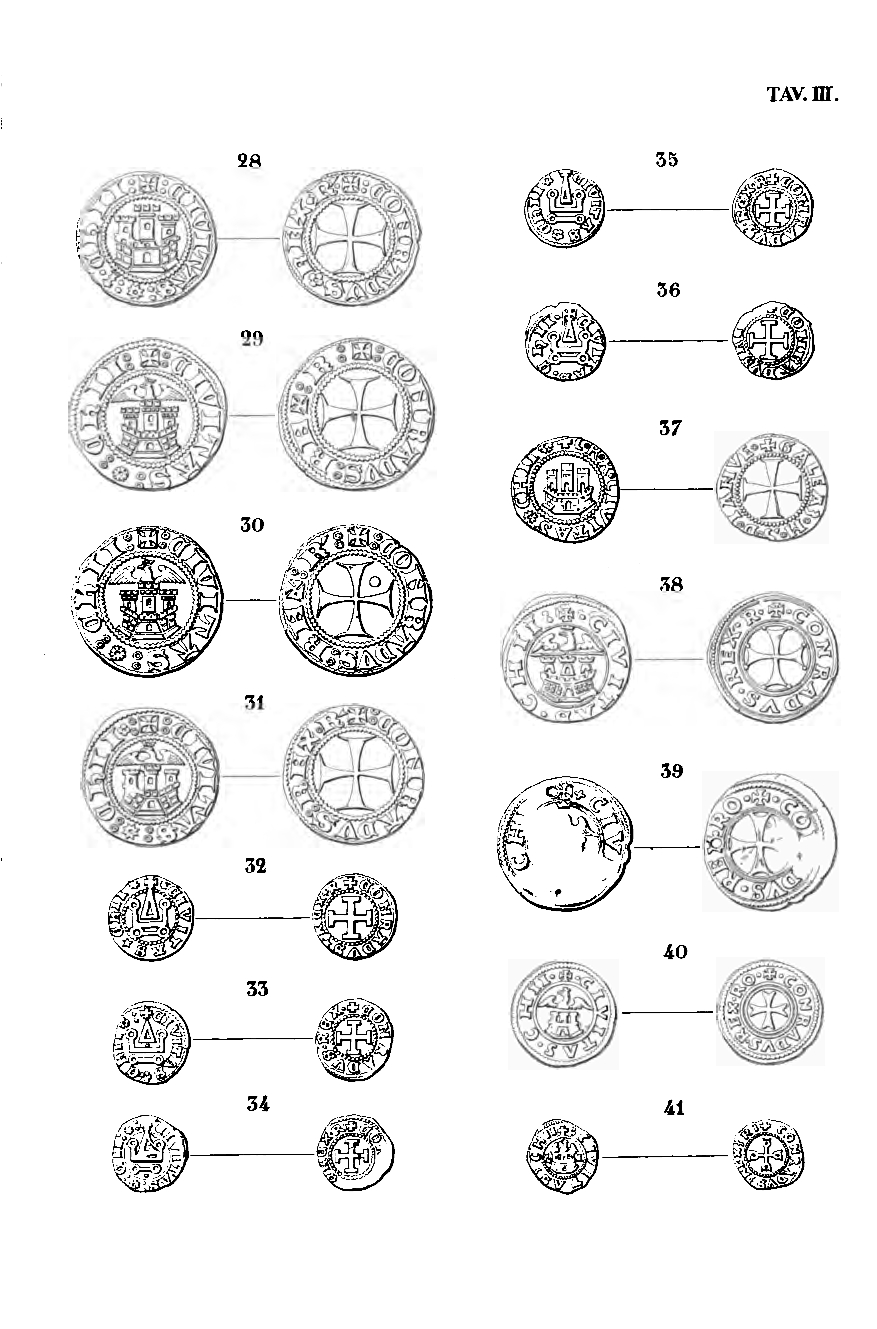
Монеты, отчеканенные Мартино Дзаккарией

Захватив острова, Бенедетто I аргументировал свои действия перед Византией тем, что это была вынужденная мера, предотвращавшая захват островов турецкими пиратами. Император Андроник II Палеолог был бессилен вернуть Хиос военным путём и признал Бенедетто I правителем Хиоса, Самоса и Коса, но под византийским сюзеренитетом на 10 лет, который затем возобновлялся с пятилетними интервалами.
Став правителем островов, Бенедетто I смог расположить к себе местных греческих землевладельцев, сосредоточив в их руках контроль над Хиосом. Этим действием Дзаккариа обеспечил себе лояльность греческих землевладельцев к генуэзскому владычеству. После этого успеха, Бенедетто организовал в Эгейском море торговлю мастикой, смолой, солью и сельскохозяйственными продуктами. Слабый опыт военных действий турецких пиратов и фактическое отсутствие боевых кораблей у Византии при императоре Андронике II позволили Дзаккариа эффективно управлять Хиосской сеньорией.
Бенедетто умер в 1307 году, преемником островных владений стал его сын Палеолого, о котором сохранилось мало сведений. Палеолого умер бездетным в 1314 году, и Хиосская сеньория перешла к двоюродным племянникам Бенедетто I — Мартино и Бенедетто II Дзаккариа.
Хиос был небольшой, но богатой областью, с которой удавалось получать годовой доход в 120 тысяч золотых византийских иперпиров. Сеньор Мартино с соправителем Бенедетто II превратили город Хиос в укреплённую столицу подконтрольной им территории. Мартино, со своей небольшой армией и флотом, добился значительных успехов в борьбе против турок Айдына. Так, в 1319 году Дзаккариа, совместно с рыцарями-госпитальерами, нанёс сокрушительное поражение турецкому флоту Айдынского бейлика в битве при Хиосе.
Во время своего правления Мартино, как утверждают западные источники, захватил в плен или убил более 10 тысяч турок. Более того, сеньор получал ежегодную дань, чтобы Дзаккариа не нападал на турецкие владения. Тем самым Мартино получил похвалу от своих современников, включая Папу Римского и Филиппа I Тарентского — титулярного латинского императора Константинополя, который в 1325 году назвал его «королём и деспотом Малой Азии». Более того, Филипп передал Мартино во владение острова Хиос, Самос, Кос и Лесбос, которые составляли часть Латинской империи по договору о разделе Византии в 1204 году. Также номинальный латинский император уступил сеньору Икарию, Тенедос, Ойноусес и остров Мармара. Эти дары, впрочем, были символическими, поскольку за исключением первых трёх островов, которые Мартино совместно с Бенедетто II уже контролировал, остальные были в руках византийцев или турок. Всё же взамен Мартино, также символично, пообещал помочь Филиппу в его борьбе за восстановление Латинской империи в Константинополе.
Несмотря на связь между Мартино и титулярным латинским императором, отношения с византийским императором Андроником II оставались хорошими, и власть итальянской династии на Хиосе была продлена в 1324 году. В то же время правление Дзаккариа становилось все более автократичным. Около 1325 года он сверг своего брата Бенедетто II в качестве соправителя Хиоса, став единоличным правителем островных владений. В этом же году он стал чеканить собственные монеты.

### Падение сеньории
В 1328 году на византийский престол взошёл Андроник III Палеолог, при котором началось активное строительство нового флота. В то же время один из греческих феодалов Хиоса Лео Калотетос отправился от имени греческого населения острова для встречи с новым императором, чтобы предложить завоевание острова. Андроник III с готовностью согласился. В 1329 году Византийский император заключил союз с Айдынским бейликом и, используя в качестве предлога несанкционированное строительство сеньором Мартино крепости на Хиосе, отправился к владениям Дзаккарии.
После того, как византийско-айдынская эскадра добралась до острова, Андроник III предложил Мартино сохранить свою власть в сеньории в обмен на установку византийского гарнизона и выплату ежегодной дани. Мартино отказался и потопил три галеры, стоявшие в гавани, а также запретил своим греческим подданным носить оружие под страхом смерти. После этого Дзаккариа заперся с 800 солдатами за стенами своего замка. Однако, когда хиоский правитель увидел, что его брат Бенедетто II передал соседнею крепость императору, а греческое население острова отказалось поддержать сеньора, Мартино осознал безнадёжность своего положения. Дзаккариа отправил своих гонцов просить мира. Андроник отверг мирные переговоры, требуя полную сдачу хиоского правителя. Мартино согласился на это и сдался византийцам в 1329 году. Жители Хиоса потребовали казни Дзакарии, но ближайший сподвижник императора Иоанн Кантакузин убедил сохранить ему жизнь. Его жене Жаклин де ла Рош, баронессе Велигоста и Дамалы в Ахейском княжестве, было позволено уйти на свободу со своей семьей и всем, что они могли унести.
В то же время Мартино Дзаккариа был пленён и отправлен в Константинополь. После этого Андроник III предложил губернаторство Хиосом брату низложенного сеньора — Бенедетто II, но тот потребовал такую же автономию, которой пользовались его преемники. Такой шаг был неприемлем для императора, и вместо Дзаккариа губернатором был назначен местный греческий феодал Лео Калотетос.

### Дальнейшая история Хиоса
Хиос вернулся в состав Византийской империи. Однако недовольный решением византийского императора Бенедетто II отправился в Галату, где заручился помощью Венеции. В 1330 году Дзаккариа, с помощью предоставленных ему восьми венецианских кораблей, атаковал Хиос, надеясь восстановить утраченную сеньорию. Однако Бенедетто потерпел сокрушительное поражение и был вынужден отступить в Галату, где он и умер от инсульта в этом же году.
Хиос оставался в составе Византии до 1346 года. Воспользовавшись вспыхнувшей в империи гражданской войной в 1341—1347 годах, генуэзцы вновь захватили остров, который стал резиденцией династии Джустиниани. Они держали Хиос до 1566 года, когда остров был захвачен Османской империей.

## Сеньоры Хиоса
| Имя на русском         | Имя на итальянском    | Годы правления | Примечания             |
| ---------------------- | --------------------- | -------------- | ---------------------- |
| Бенедетто I Дзаккариа  | Benedetto I Zaccaria  | 1304—1307      | основатель государства |
| Палеолого Дзаккариа    | Paleologo Zaccaria    | 1307—1314      |                        |
| Бенедетто II Дзаккариа | Benedetto II Zaccaria | 1314—1325      | соправитель Мартино    |
| Мартино Дзаккариа      | Martino Zaccaria      | 1314—1329      |                        |